# Régions pétrolifères en Amérique du Sud, Amérique centrale et Antilles

Régions pétrolières en Amérique du Sud

Cet article détaille les régions pétrolifères en Amérique du Sud, Amérique centrale et Antilles

## Venezuela
Le Venezuela produit une grande quantité de pétrole, surtout des bruts lourds, aptes à faire du bitume, tels que le Bachaquero, le Tia Juana, le Boscan et le Lagunillas. On peut obtenir jusqu'à 80 % de bitume avec l'un de ces bruts. Le Venezuela classe comme « pétrole lourd » tout ce qui se situe de 10 à 25°API, ce qui en fait une catégorie à cheval entre pétrole conventionnel et non conventionnel selon la définition de Colin Campbell, qui place la limite à 15°API. Le Venezuela est avec l'Équateur l'un des deux pays non musulmans membres de l'OPEP, et, depuis l'élection du président Hugo Chavez, probablement le plus fervent partisan d'une production sévèrement limitée et de prix élevés.
Le complexe de Bolivar Coastal, dans le Nord-Ouest du pays, fournit l'essentiel de la production. Il est formé d'un ensemble de gisements totalisant plus de 30 Gbbl (dotation totale) de pétrole lourd près du lac de Maracaibo. C'est une région mature, exploitée depuis 1917. Selon l'ASPO des 24 gisements de plus de 500 Mbbl du Venezuela, 4 ont été découverts dans les années 1980, mais tous les autres avant 1960 (beaucoup sont des éléments de Bolivar Coastal). Le nord-est du Venezuela fournit des réserves de gaz naturel et de pétrole conventionnel plus modestes.
La vallée de l'Orénoque offre un vaste gisement pétrole extra lourd (8-10°API, plus lourd que l'eau), sans doute la plus grande accumulation continue d'hydrocarbures de la planète, qui ne peut être extrait que par récupération assistée (à l'aide de solvants généralement). Comme au Canada (les sables bitumineux de l'Alberta), une partie de la production est chimiquement transformée en syncrude, mimant du mieux possible les propriétés d'un pétrole brut conventionnel. La production se situe aux alentours de 550 kbbl, et s'accompagne de coproduits (coke, soufre).

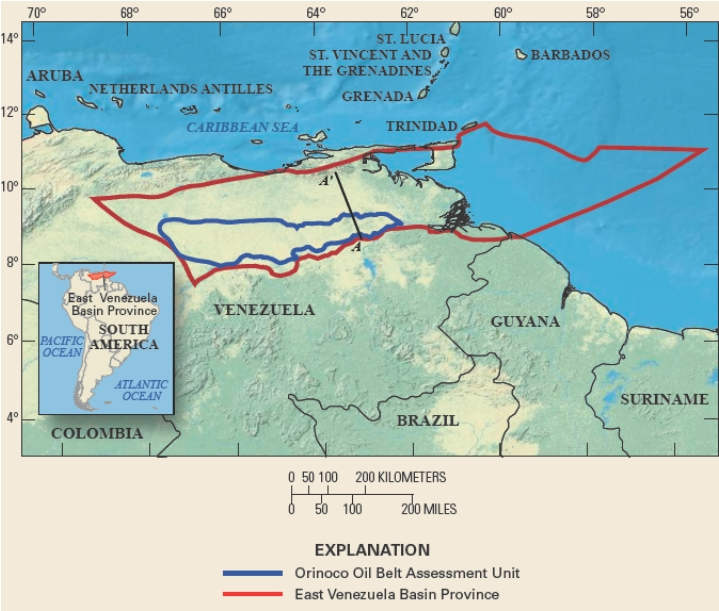
Bassin de pétrole lourd de l'Orénoque

Ce gisement de 1 200 milliards de barils (OOIP ou Original Oil In Place) est d'un volume équivalent aux réserves de sables bitumineux du Canada, ou encore l'équivalent de la totalité des réserves prouvées mondiales de pétrole conventionnel. En 2009, l'USGS a estimé à 513 milliards de barils les réserves productibles de la seule région de l'Orénoque, aux conditions technologiques actuelles. Le pétrole contenu dans les sables bitumineux du Venezuela, bien que très lourd par rapport à du pétrole classique (sa densité est de 4 à 16 ° API) est moins visqueux que les sables bitumineux de l'Athabasca du Canada, ce qui signifie qu'il peut être produit plus facilement, mais les gisements sont situés à des profondeurs plus importantes (150 à 1 400 mètres). Cette nouvelle estimation attribue au Venezuela les premières réserves mondiales, loin devant l'Arabie saoudite et le Canada.
Par ailleurs, du bitume est aussi vendu sous forme d'émulsion dans l'eau (orimulsion, marque déposée), ce qui offre un carburant industriel bon marché, mais relativement polluant dont les propriétés et utilisations font une sorte de « charbon liquide ». La production est d'environ 5 Mt/an, mais sera progressivement arrêtée, la compagnie pétrolière nationale (PDVSA) préférant utiliser le brut extra-lourd pour la production de syncrude, beaucoup plus lucrative. Le gouvernement tente actuellement de qualifier ce bitume comme réserve (voir Réserves de pétrole du Venezuela).
La production en 2005 est de 3,1 Mbbl/j, l'objectif dans le futur est de passer à 5 Mbbl/j. Cependant, depuis 1998, la production totale du pays a décliné de 3,5 à 3 Mbbl/j, alors même que le syncrude de l'Orénoque est passé de 0 à 500 kbbl/j, la production de brut conventionnel a donc diminué de 40 %. Ce déclin rend extrêmement suspects les chiffres de réserves, qui, depuis 1997, sont stables à 78 Gbbl - si ce chiffre est vrai, le ratio R/P dépasse 80 ans et le déclin de production est difficile à expliquer. Il est probable que du pétrole extra-lourd, ou du pétrole actuellement inexploitable, soit inclus. Les objectifs de production semblent à peu près impossibles à atteindre, d'autant que les taxes appliquées à l'exploitation du pétrole ont été relevées très fortement, rendant hasardeuse, pour une compagnie étrangère, la rentabilité de nouveaux investissements au Venezuela, même avec un baril à 75 dollars.

## Brésil
Le Brésil est pour l'essentiel installé sur des boucliers cristallins anciens et des bassins sédimentaires peu profonds, les ressources pétrolières à terre sont donc minimes. Dans les années 1950, le bassin amazonien fut exploré, mais les résultats furent très modestes. Le pays se tourna plus tard vers les bassins côtiers, alimentés par des roches syn-rift du Crétacé, correspondant à l'ouverture de l'Atlantique. Ici, environ 5 Gbbl furent trouvés, dans plusieurs régions proches des côtes, qui sont aujourd'hui en déclin. Les roches sources sont de bonne qualité, mais ces régions manquent de pièges adéquats.
Le troisième cycle d'exploration fut le bon. Le Brésil, via sa compagnie nationale Petrobras, fut le premier pays au monde à explorer et exploiter des ressources deepwater(> 500 mètres d'eau), ce qui constitue une prouesse technique remarquable. Les trois bassins offshores profonds, Campos, Santos et Espirito Santo, offrent d'importantes réserves. Il s'agit d'une phase plus tardive du même rift, mais coiffée de turbidités tertiaires qui offrent de bons réservoirs. Il est encore difficile d'estimer le productible ultime de ces bassins. Il y a aussi de grandes réserves de gaz dans ces régions, mais il faudra encore des années avant de voir leur exploitation commerciale.
La production augmente rapidement et devrait rendre le pays autosuffisant d'ici 2006. Un gisement de plusieurs Gbep, Tupi a été découvert fin 2007, il permettra à la production brésilienne de croître encore au cours de la prochaine décennie.
Le Brésil est le plus gros producteur de l'hémisphère sud (celui-ci possède seulement quelque 5 % du pétrole mondial).

## Argentine
L'Argentine est un producteur moyen, qui a atteint son pic à 920 kbbl/j en 1997 pour tomber à 763 kbbl/j en 2005 (dont 660 de brut). Les deux principaux bassins pétroliers (environ 45 % de la production chacun) sont Neuquen, dans le centre-ouest du pays, une plate-forme qui possède des roches sources jurassiques, et San Jorge, sur la côte, dont les sources sont des dépôts lacustres du crétacé. Ces deux bassins, caractérisés par un grand nombre de petits gisements, sont matures. Le pays a longtemps été un exportateur significatif de pétrole, mais les exportations sont tombées à environ 50 kbbl/j en 2006 et la balance devrait s'inverser prochainement.
Le bassin d'Austral, à la pointe sud, dont le Chili détient une petite partie, et la fraction argentine de celui de Santa Cruz-Tarija ont des réserves de pétrole bien moindre, mais sont plus importants pour le gaz naturel. L'Argentine est d'ailleurs le premier producteur de gaz d'Amérique latine (640 kbep/j), mais ses réserves s'épuisent rapidement (elles ont diminué de 18,9 % entre 2005 et 2006). Le pic de production de gaz semble avoir été franchi en 2004, et le pays importe de plus en plus de gaz bolivien.
Le principal espoir d'accroître les réserves de pétrole et de gaz se situe dans l'exploration offshore. La production future est évaluée à 5 Gbbl, un chiffre peut-être généreux (plus du double des réserves prouvées rapportées).

## Colombie
Ce pays fut brièvement perçu comme un eldorado pétrolier. L'exploration commença tardivement (années 1960) du fait des difficiles conditions d'accès. Il y eut des découvertes massives dans les années 1980, en particulier le complexe Cupiagua/Cusiana dans le département de Casanare, ainsi que le champ pétrolifère de Caño Limón, dans le département d'Arauca près de la frontière avec le Venezuela, permettant au cours de la décennie suivante une envolée de la production, qui atteignit un pic à 830 kbbl/j en 1999. De plus, il s'agit de pétrole de haute qualité, contrairement à celui de la plupart des pays d'Amérique latine.
Cependant, la situation s'est vite renversée. La production de Cupiagua/Cusiana n'a jamais atteint l'objectif fixé de 500 kbbl/j, elle a atteint son pic à 434 en 1999 et n'est plus que 130 kbbl/j aujourd'hui. Les réserves ultimes de ces gisements avaient été fortement surévaluées. aujourd'hui, BP espère valoriser leur gaz associé sous forme de syncrude (84 kbbl/j à partir de 2011).
De plus, les nouvelles découvertes dans le reste du pays se sont faites décevantes, incapables de remplacer la baisse de production des grands gisements. La production du pays est tombée à 526 kbbl/j, et les réserves prouvées à 1.5 Gbbl. Il pourrait cependant rester un certain potentiel d'exploration dans les zones actuellement fermées, car subissant des guérillas incessantes. Quelques réserves de gaz sont exploitées en offshore, à la pointe nord du pays.

## L'Équateur
L'Équateur est un producteur important (530 kbbl/j de brut) disposant de vastes réserves (près de 5 Gbbl), même s'il s'agit presque uniquement de pétrole lourd (20-25 °API) et chargé en soufre. Il a quitté l'OPEP en 1992 mais a annoncé son retour dans l'organisation fin 2006. Au sud-ouest du pays, le bassin de Progreso, issu du delta de l'ancêtre de l'Amazone, offrit quelques gisements de pétrole, maintenant épuisés, au début du XXe siècle. Son prolongement offshore dans le golfe de Guayaquil fournit de petites quantités de gaz. À l'Est du pays, dans l'Oriente, le bassin du Putumayo fournit presque toute la production, limitée par la capacité des deux oléoducs traversant les Andes. L'exploration du pays semble à peu près terminée et le taux de déplétion dépasse maintenant 4 % par an. 

## Le Pérou
Le Pérou possède un bassin deltaïque ancien, correspondant à l'embouchure de l'ancêtre de l'Amazone, avant la levée des Andes à la fin du tertiaire. Ce bassin a permis en 1869 la découverte du complexe de Brea-Parinas, le plus ancien gisement géant du monde. Le Pérou est largement post-pic pétrolier : il ne produit plus que 75 kbbl/j de brut contre 200 en 1983. Cependant, un nouveau gisement de gaz, à Camisea dans les Andes permettra l'exportation de GNL à partir de 2008, et ses liquides sont déjà exploités.
- De nouvelles réserves de pétrole lourd ont été identifiées dans le bassin de Maranon au Nord du pays.
- Une première découverte offshore a été enregistrée en 2005.

Le secteur pétrolier du pays connaît donc un regain indéniable.

## La Bolivie
La Bolivie a émergé ces dernières années comme un producteur de gaz significatif (environ 14 Gm3 par an, contre 2,3 en 1999), grâce à plusieurs gros gisements dans les contreforts des Andes. Les réserves actuelles (prouvées + probables) sont d'environ 50 Tcf (soit 1 400 Gm3, ou 8,5 Gbep), et il reste un potentiel significatif de nouvelle réserves. Le pays exporte de plus en plus de gaz, le Brésil étant le premier client. Les ressources en pétrole sont en comparaison modestes. Le pays est en train de nationaliser l'ensemble de la production et même du raffinage, ce qui freine les investissements étrangers.

## Trinité-et-Tobago
Trinité-et-Tobago est un producteur ancien : la production industrielle de pétrole y commença dès 1907. Environ 3,2 Gbbl ont été extraits et il reste probablement entre 1 et 2 Gbbl. La production est en déclin depuis longtemps (pic pétrolier en 1978, mais a récemment rebondi quelque peu grâce à de nouveaux investissements). Elle est proche de 200 kbbl/j de liquides, dont deux tiers de brut et un tiers de liquides de gaz naturel. Les réserves de gaz sont beaucoup plus importantes : 1,6 Gbep ont été produits et il reste au moins le triple. Cette ressource permet à ce petit pays des Antilles de compter parmi les plus gros exportateurs de GNL et de produits pétrochimiques (ammoniac, méthanol et leurs dérivés) du monde. La production de gaz vaut 400 kbep/j (25 Gm3/an - chiffre 2003), environ 50 % sont exportés sous forme de GNL, presque entièrement vers les États-Unis.
Le Chili est très pauvre en pétrole, ne possédant que quelques petits gisements, presque épuisés, à la pointe sud. En Amérique centrale, le Guatemala possède un peu de pétrole, avec 260 Mbbl de réserves produisant 25 kbbl/j, et production marginale vient de commencer au Belize. Cuba est un petit producteur de pétrole (50 kbbl/j) mais en progression, et espère posséder un certain potentiel en offshore. Le Suriname possède aussi de petites réserves prouvées (100 Mbbl). Les autres pays du continent n'ont pas de réserves connues de pétrole ni de gaz, ou en quantités insignifiantes, mais plusieurs territoires font l'objet d'efforts d'exploration, y compris la Guyane.

## Guyane
100 000 000 de barils selon bp. Le coût pour l'environnement bloque l'exploitation. Estimation: 1 000 000 000 à 8 000 000 000 de barils.

## Tableau de synthèse
|                   |                   | Déjà produit                           | Restant                                | Production | consommation |
| ----------------- | ----------------- | -------------------------------------- | -------------------------------------- | ---------- | ------------ |
|                   | Unité             | Milliards de barils équivalent pétrole | Milliards de barils équivalent pétrole | kbbl/j     | kbbl/j       |
| TOTAL             | Pétrole conv.     | 78                                     | 70 à 100?                              | 4200       | 4770         |
| Venezuela         | Pétrole conv.     | 48,1                                   | 35 à 45?                               | 2200       | 550          |
|                   | Cond + LNG        |                                        |                                        | 200        | n/a          |
|                   | Bitumes.          | ?                                      | Vaste                                  | 600        | n/a          |
|                   | Gaz naturel       | ?                                      | 20-30?                                 | 480        | 480          |
| Brésil            | Pétrole conv.     | 7,5                                    | ~30 ?                                  | 1650       | 1800         |
| Argentine         | Pétrole conv.     | 9                                      | ~5                                     | 610        | 420          |
|                   | Condensats et LGN | ?                                      | ?                                      | 100        | n/a          |
|                   | Gaz naturel       | ~5                                     | ~4                                     | 740        | 650          |
| Équateur          | Pétrole conv.     | 3,8                                    | ~5                                     | 540        | 150          |
| Colombie          | Pétrole conv.     | 6,3                                    | ~5                                     | 520        | 230          |
| Trinité-et-Tobago | Pétrole et cond.  | 3,4                                    | ~2                                     | 180        | 30           |
|                   | Gaz naturel.      | 1,6                                    | ~5                                     | 470        | 200          |
| Pérou             | Pétrole conv.     | 2,4                                    | ~2                                     | 75         | 200          |
| Bolivie           | Gaz naturel.      | 0,6                                    | 5 à 10?                                | 160        | 30           |

## Gisements remarquables
- Venezuela : Bolivar Coastal, Pétroles extra-lourds de l'Orénoque
- Brésil : Marlim, Roncador, Tupi (gisement)